# Agencia Nacional de Promoción de la Investigación, el Desarrollo Tecnológico y la Innovación
La Agencia Nacional de Promoción de la Investigación, el Desarrollo Tecnológico y la Innovación, también conocida como Agencia I+D+i o simplemente Agencia, es un organismo dependiente de la Jefatura de Gabinete de Ministros de Argentina, dedicado a promover el financiamiento de proyectos científicos y tecnológicos.
La Agencia I+D+i, a través de sus tres fondos, promueve el financiamiento de proyectos tendientes a mejorar las condiciones sociales, económicas y culturales en la Argentina.
La Agencia I+D+i dispone de fondos del Tesoro Nacional, de Préstamos del Banco Interamericano de Desarrollo (BID), de préstamos del Banco Internacional de Reconstrucción y Fomento (BIRF), del recupero del financiamiento reembolsable y provenientes de convenios de cooperación con organismos o instituciones nacionales e internacionales. Los recursos públicos son en parte otorgados a la Agencia para su administración como responsable de la aplicación de la Ley 23877 de Promoción y Fomento de la Innovación Tecnológica; y de la Ley 25922 (de Promoción de la Industria del Software).

## Historia
La Agencia Nacional de Promoción Científica y Tecnológica (ANPCyT) fue creada en diciembre del año 1996 mediante el decreto 1660/96 e inició sus actividades el 20 de mayo de 1997. La Agencia se encarga del financiamiento de la actividad científica pública y privada mediante diferentes líneas de subsidios y créditos. Los primeros fondos de la agencia fueron el Fondo Tecnológico Argentino (FONTAR) y el Fondo para la Investigación Científica y Tecnológica (FONCyT).
En 2004, con la sanción de la ley 25.922 de Promoción de la Industria del Software se agregó el Fondo Fiduciario de Promoción de la Industria del Software (FONSOFT).
Con la creación del Ministerio de Ciencia, Tecnología e Innovación Productiva en 2007, la Agencia pasa a estar bajo su órbita. En el año 2009 se creó el Fondo Argentino Sectorial (FONARSEC), que tiene como objetivo la conformación de consorcios público-privados para mejorar la competitividad de sectores prioritarios como la biotecnología, la nanotecnología, TICs, energía, salud, agroindustria, desarrollo social, medio ambiente y cambio climático.

### Agencia I+D+i
En febrero de 2020 se crea la Agencia Nacional de Promoción de la Investigación, el Desarrollo Tecnológico y la Innovación (Agencia I+D+i) que reemplaza a la ANPCyT. Mediante este decreto la Agencia I+D+i pasa a ser un organismo descentralizado dentro del MinCyT, con autarquía administrativa y funcional.

## Acciones durante la pandemia de COVID-19
La Unidad Coronavirus es un ente creado en Argentina a mediados de marzo de 2020 con el fin de llevar adelante "proyectos de investigación y desarrollo tecnológico con capacidad de dar respuesta a la pandemia de COVID-19 en el país". Está integrada por el MinCyT, CONICET y la Agencia I+D+i. 
La Unidad tiene como objetivo la planificación de la estrategia nacional de diagnóstico, el desarrollo de kits diagnósticos, la investigación sobre la enfermedad y el desarrollo de soluciones tecnológicas e informáticas. En este marco se impulsaron diferentes acciones: el financiamiento de kits de diagnóstico, el concursos hábitats emergentes y las convocatorias a ideas proyecto, a ciencias sociales y humanas y a empresas de base tecnológica.
A las iniciativas para el control de la pandemia impulsadas en el marco de la Unidad Coronavirus, la Agencia I+D+i también promovió acciones específicas en el área de las ciencias sociales a partir de la Convocatoria PISAC COVID. El objetivo de esta convocatoria es la generación de nuevos conocimientos enfocados al estudio de la sociedad argentina en la pandemia y la postpandemia del COVID-19 y fortalecer nodos de investigación entre diferentes universidades y casas de estudio.
Con el objetivo de fortalecer la capacidad de diagnóstico nacional e impulsar posibles exportaciones vinculadas a las cadenas de valor del SARS-CoV-2 que contribuyan a fortalecer al sistema de salud o incrementar el valor agregado de la producción nacional, se realizó el llamado “Escalamiento y preparación de exportación – Tramo inicial KITS COVID-19 y otros”. Se trata de una convocatoria a proyectos de instituciones públicas y privadas sin fines de lucro de Ciencia y Tecnología, empresas nacionales o asociaciones de carácter público-privadas o privadas-privadas que involucren a actores del Sistema de Ciencia, Tecnología e Innovación, para la industrialización y el aumento de escala de producción de test diagnósticos cuyos resultados se logren con aparatología simple para detección de SARS-CoV-2 y de otros insumos.
Otro instrumento impulsado por la Agencia fue el llamado para la producción de kits de COVID-19 basados en la detección de antígenos. Fue destinado a proyectos de instituciones públicas y privadas sin fines de lucro de Ciencia y Tecnología, empresas nacionales o asociaciones de carácter público-privadas o privadas-privadas que involucren a actores del Sistema de Ciencia, Tecnología e Innovación, para el fortalecimiento de las capacidades científicas, el desarrollo tecnológico, la industrialización y el aumento de escala de producción nacional de test diagnósticos del virus SARS CoV-2 por detección de antígenos.
También se convocó a empresas de Base Tecnológica (EBT) para la presentación de proyectos de Desarrollo e Innovación en productos, procesos o servicios. Se trata de un instrumento orientado a construir nuevas capacidades nacionales en sectores dinámicos considerando un escenario dominado por la COVID-19 y la situación post pandemia. Se seleccionaron proyectos caracterizados por el alto riesgo tecnológico, esfuerzos de ingeniería y la aplicación original de nuevos saberes.

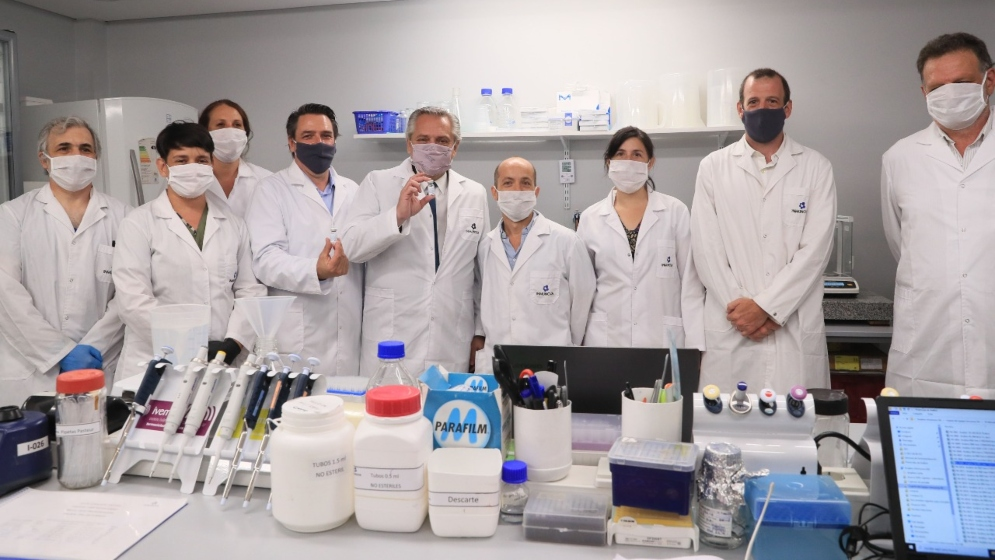
Alberto Fernández visitó el laboratorio Inmunova ubicado en la UNSAM tras la presentación del suero equino hiperinmune contra el COVID-19.

En lo que respecta al diseño de vacunas contra el coronavirus, la Agencia I+D+i creó una línea de 60 millones de pesos para el desarrollo de vacunas argentinas contra el COVID-19. Esta línea de apoyos está destinada a grupos de investigación en etapas avanzadas de la fase preclínica de vacunas contra el COVID-19 en el marco de la Unidad Coronavirus. Se financiarán proyectos de instituciones públicas que busquen continuar y/o concluir la fase pre-clínica de ensayos in vivo de un candidato vacunal, escalable a nivel industrial.

#### Coordinación nacional e internacional con otras agencias de I+D+i
En el año 2021 la Agencia I+D+i asumió la presidencia de la Red Latinoamericana de Agencias de Innovación (ReLAI). Este espacio de acción colectiva está integrado por 13 agencias de Latinoamérica y es apoyada por el Banco Interamericano de Desarrollo. Se trata de un lugar de acción colectiva, colaboración e intercambio de experiencias y conocimientos en el ámbito de la promoción de la innovación y el emprendimiento en la región.
Ese mismo año, la Agencia I+D+i lanzó el “Espacio Agencias”. Se trata de un lugar de encuentro que busca crear una instancia de intercambio de experiencias, de fortalecimiento institucional y generación de nuevas iniciativas de manera conjunta con las diferentes agencias provinciales. Se espera que Espacio Agencias permita abordar desafíos en materia de promoción de proyectos de investigación, desarrollo e innovación desde una perspectiva federal y generar más y mejores herramientas de financiamiento.

## Fondos
| Fondo                                                         | Objeto de financiación | Instrumentos |
| ------------------------------------------------------------- | --- | --- |
| Fondo para la Investigación Científica y Tecnológica (FONCyT) | Proyectos de investigación que buscan generar nuevo conocimiento | - Proyectos de Investigación Científica y Tecnológica: (PICT) - Proyectos de Investigación Científica y Tecnológica Orientados (PICT-O) - Programa de Áreas de Vacancia (PAV) - Programa de Áreas Estratégicas (PAE) - Programa de Recursos Humanos (PRH)                       |
| Fondo Tecnológico Argentino (FONTAR)                          | Innovación tecnológica en el sector privado | - Aportes No Reembolsables (ANR) - Certificados de Crédito Fiscal (Art. 2) - Créditos a Empresas (CAE) |
| Fondo Argentino Sectorial (FONARSEC)                          | Proyectos en áreas prioritarias de alto impacto. Las áreas priorizadas son biotecnología, nanotecnología, TICs, energía, salud, agroindustria, desarrollo social, ambiente y cambio climático. | - Formación de Gerentes y Vinculadores Tecnológicos (GTEC) - Readecuación de Infraestructura - Equipamiento Tecnológico (PRIETEC) - Facilitadores de Flujo de Proyecto (EMPRETECNO-FFP) - Empresa de Base Tecnológica (EBT) - Fondos de Innovación Tecnológica Sectorial (FITS) |

## Presidentes
Lista de presidentes actualizada al 2024:
| N.º | Presidente            | Inicio                  | Final                   |
| --- | --------------------- | ----------------------- | ----------------------- |
| 1   | Mario Mariscotti      | 1997                    | 10 de diciembre de 1999 |
| 2   | Guillermo Bluske      | 10 de diciembre de 1999 |                         |
| 2   | Lino Barañao          | 2003                    | 10 de diciembre de 2007 |
| 3   | Armando Bertranou     | 7 de abril de 2009      | 26 de febrero de 2014   |
| 4   | Fernando Goldbaum     | 26 de febrero de 2014   | 10 de diciembre de 2015 |
| 5   | Facundo Lagunas       | 10 de diciembre de 2015 | 10 de diciembre de 2019 |
| 6   | Fernando Peirano      | 10 de diciembre de 2019 | 10 de diciembre de 2023 |
| 7   | Alicia Inés Caballero | 14 de marzo de 2024     | En el cargo             |